# Pomisteală
Pomisteala este stratul de pământ sau lut care se pune la baza casei tradiționale, după ce se sapă groapa fundației și se ridică pereții. Deasupra ei se pun grinzile de lemn pe care se bat mai apoi scândurile dușumelei. Pământul se așază după care se bate si se nivelează. El trebuie să fie neapărat uscat, altfel umiditatea se transferă podelei care putrezește.